# Campeonato Mundial de Balonmano Masculino Juvenil de 2017
El VII Campeonato Mundial de Balonmano Masculino Juvenil se celebró en Georgia entre el 8 y el 20 de agosto de 2017 bajo la organización de la IHF.

## Sedes
Los partidos del torneo fueron disputados en la ciudad de Tiflis, en el Tbilisi Olympic Handball Arena compuesto por dos salones pequeños y un salón central más grande.
| Tiflis                                                      | Tiflis |
| ----------------------------------------------------------- | ------ |
| Tbilisi Olympic Handball Arena Capacidad: 4200 espectadores | Tiflis |
|                                                             | Tiflis |

## Equipos clasificados
| Competición                                                    | Fecha                                   | Vacantes | Clasificados                                                                                              |
| -------------------------------------------------------------- | --------------------------------------- | -------- | --- |
| País organizador                                               | País organizador                        | 1        | Georgia                                                                                                   |
| Campeonato Europeo de Balonmano Masculino Juvenil de 2017      | 11 al 21 de agosto de 2016              | 12       | Croacia Dinamarca Francia Alemania Islandia Noruega Portugal Rusia Eslovenia Serbia España Suecia Polonia |
| Campeonato Asiático de Balonmano Masculino Juvenil de 2017     | 27 de agosto al 5 de septiembre de 2016 | 3        | Baréin Japón Corea del Sur                                                                                |
| Campeonato Africano de Balonmano Masculino Juvenil de 2017     | 2 al 9 de septiembre de 2016            | 3        | Argelia Egipto Túnez                                                                                      |
| Campeonato Panamericano de Balonmano Masculino Juvenil de 2017 | 15 al 22 de abril de 2017               | 5        | Argentina Brasil Chile México Venezuela                                                                   |

El 31 de julio de 2017, Venezuela se bajó del torneo (debido a los disturbios ocurridos en el país), y Polonia tomó su lugar.

## Sorteo
El sorteo fue realizado el 10 de mayo de 2017.

### Gruposs
Los grupos fueron anunciados el 8 de mayo de 2017.
| Grupo 1                            | Grupo 2                             | Grupo 3                      | Grupo 4                     | Grupo 5                      | Grupo 6                              |
| ---------------------------------- | ----------------------------------- | ---------------------------- | --------------------------- | ---------------------------- | ------------------------------------ |
| Francia Croacia Alemania Eslovenia | Dinamarca España Islandia Argentina | Georgia Serbia Brasil Suecia | Portugal Chile Baréin Túnez | Rusia Venezuela Japón Egipto | Noruega México Corea del Sur Argelia |

## Árbitros
La IHF seleccionó 16 pares de árbitros para el torneo.
| Árbitros      | Árbitros                                            |
| ------------- | --------------------------------------------------- |
| Argentina     | Darío Rubén Burgos / Javier Gonzalo Delgado         |
| Bielorrusia   | Siarhei Kulik / Dzmitry Nabokau                     |
| Baréin        | Muammar Al-Watani / Mohammed Qamber                 |
| Corea del Sur | Lee Eun-ha / Lee Ga-eul                             |
| China         | Cheng Yufeng / Zhou Yunlei                          |
| Croacia       | Davor Lončar / Zoran Lončar                         |
| Cuba          | Raymel A. Reyes Collantes / Alexys Zúñiga Rodríguez |
| Dinamarca     | Karina Christiansen / Line Hansen Hesseldal         |

| Árbitros   | Árbitros                                                |
| ---------- | ------------------------------------------------------- |
| Japón      | Kiyoshi Hizaki / Tomokazu Ikebuchi                      |
| Jordania   | Akram Al-Zayyat / Yasser Eial Awad                      |
| Moldavia   | Alexei Covalciuc / Igor Covalciuc                       |
| Montenegro | Novica Mitrović / Miljan Vešović                        |
| Polonia    | Bartosz Leszczyński / Marcin Piechota                   |
| Rusia      | Dmitry Kiselev / Alexey Kiyashko                        |
| Senegal    | Cheickh Mohamed Fadel Diop / Abdoulaye Faye             |
| Uruguay    | Cristian Lemes Martines / Mathias Fabián Sosa Gordalina |

## Primera fase
El fixture fue publicado el 29 de mayo de 2017.
Todos los horarios son locales (UTC+4) .
     – Clasificados a octavos de final.
     – Clasificados a Copa Presidente 17º al 20º.
     – Clasificados a Copa Presidente 21º al 24º.

### Grupo A
| Equipo    | J | G | E | P | GF  | GC  | DG  | PTS |
| --------- | - | - | - | - | --- | --- | --- | --- |
| Francia   | 5 | 5 | 0 | 0 | 176 | 124 | +52 | 10  |
| Egipto    | 5 | 3 | 1 | 1 | 150 | 135 | +15 | 7   |
| Dinamarca | 5 | 2 | 1 | 2 | 147 | 144 | +3  | 5   |
| Suecia    | 5 | 2 | 0 | 3 | 122 | 124 | -2  | 4   |
| Noruega   | 5 | 1 | 0 | 4 | 129 | 143 | -14 | 2   |
| Baréin    | 5 | 1 | 0 | 4 | 123 | 177 | -54 | 2   |

Fuente:IHF
Reglas de clasificación = 1) Puntos; 2) Puntos entre sí; 3) Diferencia de gol entre sí; 4) Goles a favor entre sí; 5) Diferencia de gol general.
- Resultados

| Fecha | Hora² | Partido¹  | Partido¹ | Partido¹  | Resultado |
| ----- | ----- | --------- | -------- | --------- | --------- |
| 08.08 | 10:00 | Francia   | -        | Baréin    | 42-20     |
| 08.08 | 12:00 | Dinamarca | -        | Egipto    | 28-28     |
| 08.08 | 21:00 | Suecia    | -        | Noruega   | 23-20     |
| 10.08 | 16:00 | Baréin    | -        | Dinamarca | 35-31     |
| 10.08 | 18:00 | Noruega   | -        | Francia   | 28-34     |
| 10.08 | 20:00 | Egipto    | -        | Suecia    | 26-24     |
| 11.08 | 14:00 | Baréin    | -        | Noruega   | 23-39     |
| 11.08 | 16:00 | Francia   | -        | Egipto    | 36-29     |
| 11.08 | 20:00 | Dinamarca | -        | Suecia    | 29-26     |
| 13.08 | 16:00 | Dinamarca | -        | Noruega   | 33-20     |
| 13.08 | 18:00 | Suecia    | -        | Francia   | 21-29     |
| 13.08 | 20:00 | Egipto    | -        | Baréin    | 37-25     |
| 14.08 | 14:00 | Francia   | -        | Dinamarca | 35-26     |
| 14.08 | 16:00 | Noruega   | -        | Egipto    | 22-30     |
| 14.08 | 20:00 | Suecia    | -        | Baréin    | 28-20     |

### Grupo B
| Equipo   | J | G | E | P | GF  | GC  | DG  | PTS |
| -------- | - | - | - | - | --- | --- | --- | --- |
| Islandia | 5 | 5 | 0 | 0 | 160 | 125 | +35 | 10  |
| Alemania | 5 | 4 | 0 | 1 | 178 | 112 | +66 | 8   |
| Japón    | 5 | 3 | 0 | 2 | 136 | 130 | +6  | 6   |
| Chile    | 5 | 1 | 0 | 4 | 132 | 158 | -26 | 2   |
| Georgia  | 5 | 1 | 0 | 4 | 124 | 166 | -42 | 2   |
| Argelia  | 5 | 1 | 0 | 4 | 124 | 163 | -39 | 2   |

Fuente:IHF
Reglas de clasificación = 1) Puntos; 2) Puntos entre sí; 3) Diferencia de gol entre sí; 4) Goles a favor entre sí; 5) Diferencia de gol general.
- Resultados

| Fecha | Hora² | Partido¹ | Partido¹ | Partido¹ | Resultado |
| ----- | ----- | -------- | -------- | -------- | --------- |
| 08.08 | 14:00 | Islandia | -        | Japón    | 26-24     |
| 08.08 | 16:00 | Alemania | -        | Chile    | 39-22     |
| 08.08 | 19:00 | Georgia  | -        | Argelia  | 28-24     |
| 09.08 | 16:00 | Chile    | -        | Islandia | 22-27     |
| 09.08 | 18:00 | Japón    | -        | Georgia  | 30-22     |
| 09.08 | 20:00 | Argelia  | -        | Alemania | 19-37     |
| 11.08 | 10:00 | Alemania | -        | Japón    | 34-18     |
| 11.08 | 12:00 | Chile    | -        | Argelia  | 32-33     |
| 11.08 | 18:00 | Islandia | -        | Georgia  | 42-25     |
| 12.08 | 16:00 | Islandia | -        | Argelia  | 37-27     |
| 12.08 | 18:00 | Georgia  | -        | Alemania | 25-41     |
| 12.08 | 20:00 | Japón    | -        | Chile    | 35-27     |
| 14.08 | 10:00 | Japón    | -        | Argelia  | 29-21     |
| 14.08 | 12:00 | Alemania | -        | Islandia | 27-28     |
| 14.08 | 18:00 | Georgia  | -        | Chile    | 24-29     |

### Grupo C
| Equipo        | J | G | E | P | GF  | GC  | DG  | PTS |
| ------------- | - | - | - | - | --- | --- | --- | --- |
| Corea del Sur | 5 | 4 | 0 | 1 | 174 | 152 | +22 | 8   |
| Croacia       | 5 | 3 | 1 | 1 | 165 | 134 | +31 | 7   |
| Portugal      | 5 | 3 | 1 | 1 | 143 | 131 | +12 | 7   |
| Polonia       | 5 | 2 | 0 | 3 | 133 | 142 | -9  | 4   |
| Brasil        | 5 | 2 | 0 | 3 | 131 | 147 | -16 | 4   |
| Argentina     | 5 | 0 | 0 | 5 | 113 | 153 | -40 | 0   |

Fuente:IHF
Reglas de clasificación = 1) Puntos; 2) Puntos entre sí; 3) Diferencia de gol entre sí; 4) Goles a favor entre sí; 5) Diferencia de gol general.
- Resultados

| Fecha | Hora² | Partido¹      | Partido¹ | Partido¹      | Resultado |
| ----- | ----- | ------------- | -------- | ------------- | --------- |
| 08.08 | 10:00 | Croacia       | -        | Portugal      | 30-30     |
| 08.08 | 12:00 | Argentina     | -        | Polonia       | 22-26     |
| 08.08 | 21:00 | Brasil        | -        | Corea del Sur | 33-35     |
| 10.08 | 16:00 | Portugal      | -        | Argentina     | 30-28     |
| 10.08 | 18:00 | Corea del Sur | -        | Croacia       | 33-31     |
| 10.08 | 20:00 | Polonia       | -        | Brasil        | 29-25     |
| 11.08 | 16:00 | Croacia       | -        | Polonia       | 33-28     |
| 11.08 | 18:00 | Argentina     | -        | Brasil        | 17-22     |
| 11.08 | 20:00 | Portugal      | -        | Corea del Sur | 33-24     |
| 13.08 | 16:00 | Argentina     | -        | Corea del Sur | 27-44     |
| 13.08 | 18:00 | Brasil        | -        | Croacia       | 24-40     |
| 13.08 | 20:00 | Polonia       | -        | Portugal      | 22-24     |
| 14.08 | 16:00 | Polonia       | -        | Corea del Sur | 28-38     |
| 14.08 | 18:00 | Brasil        | -        | Portugal      | 27-26     |
| 14.08 | 20:00 | Croacia       | -        | Argentina     | 31-19     |

### Grupo D
| Equipo    | J | G | E | P | GF  | GC  | DG  | PTS |
| --------- | - | - | - | - | --- | --- | --- | --- |
| España    | 5 | 5 | 0 | 0 | 151 | 112 | +39 | 10  |
| Túnez     | 5 | 4 | 0 | 1 | 158 | 129 | +29 | 8   |
| Eslovenia | 5 | 3 | 0 | 2 | 142 | 122 | +20 | 6   |
| Rusia     | 5 | 2 | 0 | 3 | 132 | 127 | +5  | 4   |
| Serbia    | 5 | 1 | 0 | 4 | 131 | 149 | -18 | 2   |
| México    | 5 | 0 | 0 | 5 | 88  | 163 | -75 | 0   |

Fuente:IHF
Reglas de clasificación = 1) Puntos; 2) Puntos entre sí; 3) Diferencia de gol entre sí; 4) Goles a favor entre sí; 5) Diferencia de gol general.
- Resultados

| Fecha | Hora² | Partido¹  | Partido¹ | Partido¹  | Resultado |
| ----- | ----- | --------- | -------- | --------- | --------- |
| 08.08 | 14:00 | Serbia    | -        | México    | 29-18     |
| 08.08 | 16:00 | Eslovenia | -        | Túnez     | 26-29     |
| 08.08 | 18:00 | España    | -        | Rusia     | 32-20     |
| 09.08 | 16:00 | Túnez     | -        | España    | 24-27     |
| 09.08 | 18:00 | México    | -        | Eslovenia | 19-32     |
| 09.08 | 20:00 | Rusia     | -        | Serbia    | 29-24     |
| 11.08 | 10:00 | Eslovenia | -        | Rusia     | 26-21     |
| 11.08 | 12:00 | España    | -        | Serbia    | 29-28     |
| 11.08 | 14:00 | Túnez     | -        | México    | 37-19     |
| 12.08 | 16:00 | España    | -        | México    | 33-18     |
| 12.08 | 18:00 | Serbia    | -        | Eslovenia | 23-36     |
| 12.08 | 20:00 | Rusia     | -        | Túnez     | 30-31     |
| 14.08 | 10:00 | Rusia     | -        | México    | 32-14     |
| 14.08 | 12:00 | Serbia    | -        | Túnez     | 27-37     |
| 14.08 | 14:00 | Eslovenia | -        | España    | 22-30     |

Fuente:IHF
Reglas de clasificación = 1) Puntos; 2) Puntos entre sí; 3) Diferencia de gol entre sí; 4) Goles a favor entre sí; 5) Diferencia de gol general.

## Fase final
Todos los horarios son locales (UTC+4) .
|  | Octavos de final | Octavos de final |           |           | Cuartos de final | Cuartos de final |  |         | Semifinales | Semifinales |         |              | Final        | Final       |  |
|  | 22               | 22               |           |           | 24 de julio      | 24 de julio      |  |         | 26 de julio | 26 de julio |         |              | 28 de julio  | 28 de julio |  |
|  |                  |                  |           |           |                  |                  |  |         |             |             |         |              |              |             |  |
|  |                  |                  |           |           |                  |                  |  |         |             |             |         |              |              |             |  |
|  | Islandia         | 26               |           |           |                  |                  |  |         |             |             |         |              |              |             |  |
|  | Islandia         | 26               |           |           |                  |                  |  |         |             |             |         |              |              |             |  |
|  | Suecia           | 31               |           |           |                  |                  |  |         |             |             |         |              |              |             |  |
|  | Suecia           | 31               |           | Suecia    | 25               |                  |  |         |             |             |         |              |              |             |  |
|  |                  |                  |           | Suecia    | 25               |                  |  |         |             |             |         |              |              |             |  |
|  |                  |                  | Croacia   | 27        |                  |                  |  |         |             |             |         |              |              |             |  |
|  | Eslovenia        | 25               | Croacia   | 27        |                  |                  |  |         |             |             |         |              |              |             |  |
|  | Eslovenia        | 25               |           |           |                  |                  |  |         |             |             |         |              |              |             |  |
|  | Croacia          | 29               |           |           |                  |                  |  |         |             |             |         |              |              |             |  |
|  | Croacia          | 29               |           |           |                  |                  |  | Croacia | 24          |             |         |              |              |             |  |
|  |                  |                  |           |           |                  |                  |  | Croacia | 24          |             |         |              |              |             |  |
|  |                  |                  | España    | 26        |                  |                  |  |         |             |             |         |              |              |             |  |
|  | Japón            | 31               | España    | 26        |                  |                  |  |         |             |             |         |              |              |             |  |
|  | Japón            | 31               |           |           |                  |                  |  |         |             |             |         |              |              |             |  |
|  | Egipto           | 30               |           |           |                  |                  |  |         |             |             |         |              |              |             |  |
|  | Egipto           | 30               |           | Japón     | 27               |                  |  |         |             |             |         |              |              |             |  |
|  |                  |                  |           | Japón     | 27               |                  |  |         |             |             |         |              |              |             |  |
|  |                  |                  | España    | 32        |                  |                  |  |         |             |             |         |              |              |             |  |
|  | España           | 27               | España    | 32        |                  |                  |  |         |             |             |         |              |              |             |  |
|  | España           | 27               |           |           |                  |                  |  |         |             |             |         |              |              |             |  |
|  | Polonia          | 23               |           |           |                  |                  |  |         |             |             |         |              |              |             |  |
|  | Polonia          | 23               |           |           |                  |                  |  |         |             |             |         | España       | 25           |             |  |
|  |                  |                  |           |           |                  |                  |  |         |             |             |         | España       | 25           |             |  |
|  |                  |                  | Francia   | 28        |                  |                  |  |         |             |             |         |              |              |             |  |
|  | Francia          | 43               | Francia   | 28        |                  |                  |  |         |             |             |         |              |              |             |  |
|  | Francia          | 43               |           |           |                  |                  |  |         |             |             |         |              |              |             |  |
|  | Chile            | 21               |           |           |                  |                  |  |         |             |             |         |              |              |             |  |
|  | Chile            | 21               |           | Francia   | 34               |                  |  |         |             |             |         |              |              |             |  |
|  |                  |                  |           | Francia   | 34               |                  |  |         |             |             |         |              |              |             |  |
|  |                  |                  | Portugal  | 24        |                  |                  |  |         |             |             |         |              |              |             |  |
|  | Portugal         | 34               | Portugal  | 24        |                  |                  |  |         |             |             |         |              |              |             |  |
|  | Portugal         | 34               |           |           |                  |                  |  |         |             |             |         |              |              |             |  |
|  | Túnez            | 25               |           |           |                  |                  |  |         |             |             |         |              |              |             |  |
|  | Túnez            | 25               |           |           |                  |                  |  | Francia | 35          |             |         |              |              |             |  |
|  |                  |                  |           |           |                  |                  |  | Francia | 35          |             |         |              |              |             |  |
|  |                  |                  | Dinamarca | 27        |                  |                  |  |         |             |             |         |              |              |             |  |
|  | Dinamarca        | 28               | Dinamarca | 27        |                  |                  |  |         |             |             |         |              |              |             |  |
|  | Dinamarca        | 28               |           |           |                  |                  |  |         |             |             |         |              |              |             |  |
|  | Alemania         | 24               |           |           |                  |                  |  |         |             |             |         |              |              |             |  |
|  | Alemania         | 24               |           | Dinamarca | 37               |                  |  |         |             |             |         | Tercer lugar | Tercer lugar |             |  |
|  |                  |                  |           | Dinamarca | 37               |                  |  |         |             |             |         | Tercer lugar | Tercer lugar |             |  |
|  |                  |                  | Rusia     | 28        |                  |                  |  |         |             |             |         |              |              |             |  |
|  | Corea del Sur    | 31               | Rusia     | 28        |                  |                  |  |         |             |             | Croacia | 29           |              |             |  |
|  | Corea del Sur    | 31               |           |           |                  |                  |  |         |             |             | Croacia | 29           |              |             |  |
|  | Rusia            | 32               |           |           |                  |                  |  |         |             |             |         |              | Dinamarca    | 30          |  |
|  | Rusia            | 32               |           |           |                  |                  |  |         |             |             |         |              | Dinamarca    | 30          |  |
|  |                  |                  |           |           |                  |                  |  |         |             |             |         |              |              |             |  |

### Octavos de final
| Fecha | Hora  | Partido¹      | Partido¹ | Partido¹ | Resultado |
| ----- | ----- | ------------- | -------- | -------- | --------- |
| 16.08 | 14:00 | Islandia      | -        | Suecia   | 26-31     |
| 16.08 | 14:00 | Portugal      | -        | Túnez    | 34-25     |
| 16.08 | 16:15 | Eslovenia     | -        | Croacia  | 25-29     |
| 16.08 | 16:15 | Francia       | -        | Chile    | 43-21     |
| 16.08 | 18:30 | Japón         | -        | Egipto   | 31-30     |
| 16.08 | 18:30 | Dinamarca     | -        | Alemania | 28-24     |
| 16.08 | 20:45 | España        | -        | Polonia  | 27-23     |
| 16.08 | 20:45 | Corea del Sur | -        | Rusia    | 31-32     |

### Cuartos de final
| Fecha | Hora  | Partido¹  | Partido¹ | Partido¹ | Resultado |
| ----- | ----- | --------- | -------- | -------- | --------- |
| 17.08 | 18:30 | Suecia    | -        | Croacia  | 25-27     |
| 17.08 | 18:30 | Portugal  | -        | Francia  | 24-34     |
| 17.08 | 20:45 | Japón     | -        | España   | 27-32     |
| 17.08 | 20:45 | Dinamarca | -        | Rusia    | 37-28     |

### Semifinales
| Fecha | Hora  | Partido¹ | Partido¹ | Partido¹  | Resultado |
| ----- | ----- | -------- | -------- | --------- | --------- |
| 19.08 | 17:30 | Croacia  | -        | España    | 24-26     |
| 19.08 | 20:00 | Francia  | -        | Dinamarca | 35-27     |

### 3 Puesto
| Fecha | Hora  | Partido¹ | Partido¹ | Partido¹  | Resultado |
| ----- | ----- | -------- | -------- | --------- | --------- |
| 20.08 | 15:30 | Croacia  | -        | Dinamarca | 29-30     |

### Final
| Fecha | Hora  | Partido¹ | Partido¹ | Partido¹ | Resultado |
| ----- | ----- | -------- | -------- | -------- | --------- |
| 20.08 | 18:00 | España   | -        | Francia  | 25-28     |

### Clasificación 5º al 8º
|  | Semifinales 5º al 8º | Semifinales 5º al 8º |       |        | 5º           | 5º           |  |
|  | 19 de agosto         | 19 de agosto         |       |        | 20 de agosto | 20 de agosto |  |
|  |                      |                      |       |        |              |              |  |
|  |                      |                      |       |        |              |              |  |
|  | Suecia               | 34                   |       |        |              |              |  |
|  | Suecia               | 34                   |       |        |              |              |  |
|  | Japón                | 28                   |       |        |              |              |  |
|  | Japón                | 28                   |       | Suecia | 26           |              |  |
|  |                      |                      |       | Suecia | 26           |              |  |
|  |                      |                      | Rusia | 25     |              |              |  |
|  | Portugal             | 26                   | Rusia | 25     |              |              |  |
|  | Portugal             | 26                   |       |        |              |              |  |
|  | Rusia                | 33                   |       |        | 7º           | 7º           |  |
|  | Rusia                | 33                   |       |        | 7º           | 7º           |  |
|  |                      |                      |       |        |              |              |  |
|  |                      |                      |       |        | Japón        | 26           |  |
|  |                      |                      |       |        | Japón        | 26           |  |
|  |                      |                      |       |        | Portugal     | 34           |  |
|  |                      |                      |       |        | Portugal     | 34           |  |
|  |                      |                      |       |        |              |              |  |

#### Semifinales del 5º al 8º
| Fecha | Hora  | Partido¹ | Partido¹ | Partido¹ | Resultado |
| ----- | ----- | -------- | -------- | -------- | --------- |
| 19.08 | 12:30 | Suecia   | -        | Japón    | 34-28     |
| 19.08 | 15:00 | Portugal | -        | Rusia    | 26-33     |

#### 7 Puesto
| Fecha | Hora  | Partido¹ | Partido¹ | Partido¹ | Resultado |
| ----- | ----- | -------- | -------- | -------- | --------- |
| 20.08 | 10:30 | Japón    | -        | Portugal | 26-34     |

#### 5 Puesto
| Fecha | Hora  | Partido¹ | Partido¹ | Partido¹ | Resultado |
| ----- | ----- | -------- | -------- | -------- | --------- |
| 20.08 | 13:00 | Suecia   | -        | Rusia    | 26-25     |

### Clasificación 9º al 16º
Los ocho perdedores de los octavos de final son clasificados según sus resultados obtenidos en la ronda previa contra los equipos resultantes 1º-4º y juegan un partido para determinar su posición final.
| Pos. | Equipo        | Pts. | PJ | G | E | P | GF  | GC  | Dif. |
| ---- | ------------- | ---- | -- | - | - | - | --- | --- | ---- |
| 1    | Islandia      | 9    | 3  | 3 | 0 | 0 | 81  | 73  | +8   |
| 2    | Alemania      | 6    | 3  | 2 | 0 | 1 | 100 | 68  | +32  |
|      |               |      |    |   |   |   |     |     |      |
| 3    | Corea del Sur | 6    | 3  | 2 | 0 | 1 | 95  | 92  | +3   |
| 4    | Túnez         | 6    | 3  | 2 | 0 | 1 | 84  | 83  | +1   |
|      |               |      |    |   |   |   |     |     |      |
| 5    | Egipto        | 4    | 3  | 1 | 1 | 1 | 83  | 88  | −5   |
| 6    | Eslovenia     | 3    | 3  | 1 | 0 | 2 | 74  | 80  | −6   |
|      |               |      |    |   |   |   |     |     |      |
| 7    | Polonia       | 0    | 3  | 0 | 0 | 3 | 78  | 95  | −17  |
| 8    | Chile         | 0    | 3  | 0 | 0 | 3 | 71  | 101 | −30  |

 Fuente: Ranking Summary
Criterios de clasificación: 1) Puntos; 2) Diferencia de gol; 3) Goles a favor.

#### 15 Puesto
| Fecha | Hora  | Partido¹ | Partido¹ | Partido¹ | Resultado |
| ----- | ----- | -------- | -------- | -------- | --------- |
| 17.08 | 14:00 | Polonia  | -        | Chile    | 33-30     |

#### 13 Puesto
| Fecha | Hora  | Partido¹ | Partido¹ | Partido¹  | Resultado |
| ----- | ----- | -------- | -------- | --------- | --------- |
| 17.08 | 16:15 | Egipto   | -        | Eslovenia | 30-35     |

#### 11 Puesto
| Fecha | Hora  | Partido¹      | Partido¹ | Partido¹ | Resultado |
| ----- | ----- | ------------- | -------- | -------- | --------- |
| 17.08 | 14:00 | Corea del Sur | -        | Túnez    | 34-36     |

#### 9 Puesto
| Fecha | Hora  | Partido¹ | Partido¹ | Partido¹ | Resultado |
| ----- | ----- | -------- | -------- | -------- | --------- |
| 17.08 | 16:15 | Islandia | -        | Alemania | 26-37     |

## Copa Presidente

### Clasificación 21º al 24º
|  | Semifinales 21º al 24º | Semifinales 21º al 24º |           |        | 21º          | 21º          |  |
|  | 16 de agosto           | 16 de agosto           |           |        | 17 de agosto | 17 de agosto |  |
|  |                        |                        |           |        |              |              |  |
|  |                        |                        |           |        |              |              |  |
|  | Baréin (Pen)           | 42                     |           |        |              |              |  |
|  | Baréin (Pen)           | 42                     |           |        |              |              |  |
|  | Argelia                | 40                     |           |        |              |              |  |
|  | Argelia                | 40                     |           | Baréin | 24           |              |  |
|  |                        |                        |           | Baréin | 24           |              |  |
|  |                        |                        | Argentina | 25     |              |              |  |
|  | Argentina              | 32                     | Argentina | 25     |              |              |  |
|  | Argentina              | 32                     |           |        |              |              |  |
|  | México                 | 20                     |           |        | 24º          | 24º          |  |
|  | México                 | 20                     |           |        | 24º          | 24º          |  |
|  |                        |                        |           |        |              |              |  |
|  |                        |                        |           |        | Argelia      | 27           |  |
|  |                        |                        |           |        | Argelia      | 27           |  |
|  |                        |                        |           |        | México       | 25           |  |
|  |                        |                        |           |        | México       | 25           |  |
|  |                        |                        |           |        |              |              |  |

#### 21/24 Puesto
| Fecha | Hora | Partido¹  | Partido¹ | Partido¹ | Resultado |
| ----- | ---- | --------- | -------- | -------- | --------- |
| 16.08 | 9:30 | Baréin    | -        | Argelia  | 42-40     |
| 16.08 | 9:30 | Argentina | -        | México   | 32-20     |

#### 23 Puesto
| Fecha | Hora | Partido¹ | Partido¹ | Partido¹ | Resultado |
| ----- | ---- | -------- | -------- | -------- | --------- |
| 17.08 | 9:30 | Argelia  | -        | México   | 27-25     |

#### 21 Puesto
| Fecha | Hora  | Partido¹ | Partido¹ | Partido¹  | Resultado |
| ----- | ----- | -------- | -------- | --------- | --------- |
| 17.08 | 11:45 | Baréin   | -        | Argentina | 24-25     |

### Clasificación 17º al 20º
|  | Semifinales 17º al 20º | Semifinales 17º al 20º |        |         | 17º          | 17º          |  |
|  | 16 de agosto           | 16 de agosto           |        |         | 17 de agosto | 17 de agosto |  |
|  |                        |                        |        |         |              |              |  |
|  |                        |                        |        |         |              |              |  |
|  | Noruega                | 39                     |        |         |              |              |  |
|  | Noruega                | 39                     |        |         |              |              |  |
|  | Georgia                | 21                     |        |         |              |              |  |
|  | Georgia                | 21                     |        | Noruega | 30           |              |  |
|  |                        |                        |        | Noruega | 30           |              |  |
|  |                        |                        | Serbia | 25      |              |              |  |
|  | Brasil                 | 26                     | Serbia | 25      |              |              |  |
|  | Brasil                 | 26                     |        |         |              |              |  |
|  | Serbia                 | 27                     |        |         | 19º          | 19º          |  |
|  | Serbia                 | 27                     |        |         | 19º          | 19º          |  |
|  |                        |                        |        |         |              |              |  |
|  |                        |                        |        |         | Georgia      | 23           |  |
|  |                        |                        |        |         | Georgia      | 23           |  |
|  |                        |                        |        |         | Brasil       | 32           |  |
|  |                        |                        |        |         | Brasil       | 32           |  |
|  |                        |                        |        |         |              |              |  |

#### 17/20 Puesto
| Fecha | Hora  | Partido¹ | Partido¹ | Partido¹ | Resultado |
| ----- | ----- | -------- | -------- | -------- | --------- |
| 16.08 | 11:45 | Noruega  | -        | Georgia  | 39-21     |
| 16.08 | 11:45 | Brasil   | -        | Serbia   | 26-27     |

#### 19 Puesto
| Fecha | Hora | Partido¹ | Partido¹ | Partido¹ | Resultado |
| ----- | ---- | -------- | -------- | -------- | --------- |
| 17.08 | 9:30 | Georgia  | -        | Brasil   | 23-32     |

#### 17 Puesto
| Fecha | Hora  | Partido¹ | Partido¹ | Partido¹ | Resultado |
| ----- | ----- | -------- | -------- | -------- | --------- |
| 17.08 | 11:45 | Noruega  | -        | Serbia   | 30-25     |

## Medallero
| Francia            | Francia   | España                     | España    | Dinamarca               | Dinamarca |
| Soullier Bastien   | AR        | Adrián Torres Herrera      | AR        | Victor Skjellerup Bang  | AR        |
| Valentin Kieffer   | AR        | Kilian Ramirez Santana     | AR        | Frederik Hummelmose     | AR        |
| Gael Tribillon     | EI        | Mikel Zabala Ugarteburu    | EI        | Rahbek Marcus           | EI        |
| Dylan Nahi         | EI        | Adriá Martinez Bages       | EI        | Emil Jakobsen           | EI        |
| Elohim Prandi      | LI        | Juan Antonio Sario Viciano | LI        | Moussa Lihn Dembele     | LI        |
| Nori Benhalima     | LI        | Álvaro Cabello Palma       | LI        | Emil Laerke             | LI        |
| Yoann Gibelin      | LI        | Mikel Amilibia Aristi      | LI        | Bjarke Nybo Jorgensen   | LI        |
| Noah Gaudin        | CE        | David Soriano Garrido      | LI        | Mikkel Beck Jorgensen   | CE        |
| Kyllian Villeminot | CE        | Antonio Serradilla Cuenca  | CE        | Jens Dolberg Plougstrup | CE        |
| Julien Bos         | LD        | Ian Tarrafeta Serrano      | CE        | Frederik Hansen         | LD        |
| Clement Damiani    | LD        | Mamadou Diocou Sumare      | LD        | Mathias Gidsel          | ED        |
| Benjamin Richert   | ED        | Sergi Franco Miro          | LD        | Nikolai Vinther         | ED        |
| Edouard Kempf      | ED        | Gonzalo Perez Arce         | LD        | Jeppe Favrholt Hauskov  | ED        |
| Jonathan Mapu      | PI        | Pol Valera Robira          | LD        | Magaard Andreas         | PI        |
| Robin Dourte       | PI        | Pau Navarro Baches         | PI        | Anders Agger Pedersen   | PI        |
| Hugo Brouzet       | PI        | Eneki Goenaga Echave       | PI        | Lukas Jorgensen         | PI        |
| Eric Quintin       | DT        | Alberto Suárez Mendez      | DT        | Claus Hansen            | DT        |
| Plantilla          | Plantilla | Plantilla                  | Plantilla | Plantilla               | Plantilla |

AR = Arquero - EI = Extremo Izquierdo, LI = Lateral Izquierdo, CE = Central, LD = Lateral Derecho, ED = Extremo Derecho, PI = Pivot, DT = Director Técnico

## Estadísticas

### Clasificación general
| Francia           |
| España            |
| Dinamarca         |
| 4. Croacia        |
| 5. Suecia         |
| 6. Rusia          |
| 7. Portugal       |
| 8. Japón          |
| 9. Alemania       |
| 10. Islandia      |
| 11. Túnez         |
| 12. Corea del Sur |
| 13. Eslovenia     |
| 14. Egipto        |
| 15. Polonia       |
| 16. Chile         |
| 17. Noruega       |
| 18. Serbia        |
| 19. Brasil        |
| 20. Georgia       |
| 21. Argentina     |
| 22. Baréin        |
| 23. Argelia       |
| 24. México        |

| P  | Nombre               | Equipo    | G  | L   | %    |
| -- | -------------------- | --------- | -- | --- | ---- |
| 1  | Teitur Örn Einarsson | Islandia  | 66 | 108 | 61.1 |
| 2  | Kyllian Villeminot   | Francia   | 60 | 87  | 69.0 |
| 3  | Emil Lærke           | Dinamarca | 58 | 109 | 53.2 |
| 4  | Ahmed Fadul          | Baréin    | 55 | 81  | 67.9 |
| 5  | Rennosuke Tokuda     | Japón     | 53 | 95  | 55.8 |
| 6  | Ivan Martinović      | Croacia   | 52 | 80  | 65.0 |
| 7  | Diogo Silva          | Portugal  | 52 | 88  | 59.1 |
| 8  | Sergei Kosorotov     | Rusia     | 49 | 72  | 68.1 |
| 9  | Oskar Sunnefeldt     | Suecia    | 48 | 80  | 60.0 |
| 10 | Emil Jakobsen        | Dinamarca | 46 | 61  | 75.4 |

| P  | Nombre           | Equipo    | %    | A  | L   |
| -- | ---------------- | --------- | ---- | -- | --- |
| 1  | Diogo Valerio    | Portugal  | 30.9 | 93 | 301 |
| 2  | Maksim Popov     | Rusia     | 35.0 | 91 | 260 |
| 3  | Ivan Panjan      | Croacia   | 32.2 | 87 | 270 |
| 4  | Todor Jandrić    | Serbia    | 36.7 | 76 | 207 |
| 5  | Valentin Kieffer | Francia   | 34.3 | 74 | 216 |
| 6  | Hikaru Nakamura  | Japón     | 35.1 | 71 | 202 |
| 7  | Marek Bartosik   | Polonia   | 31.0 | 70 | 226 |
| 8  | Abdelrhman Taha  | Egipto    | 34.7 | 69 | 199 |
| 9  | Gašper Dobaj     | Eslovenia | 31.2 | 68 | 218 |
| 10 | Vicente González | Chile     | 26.6 | 68 | 256 |

| P  | Nombre             | Equipo        | A  | PJ |
| -- | ------------------ | ------------- | -- | -- |
| 1  | Yoseb Lee          | Corea del Sur | 26 | 7  |
| 2  | Mathias Gidsel     | Dinamarca     | 23 | 8  |
| 3  | Noah Gaudin        | Francia       | 23 | 9  |
| 4  | Emil Laerke        | Dinamarca     | 22 | 9  |
| 5  | Diogo Silva        | Portugal      | 19 | 9  |
| 6  | T.O. Einarsson     | Islandia      | 18 | 7  |
| 7  | Kyllian Villeminot | Francia       | 16 | 9  |
| 8  | Tin Lucin          | Croacia       | 13 | 8  |
| 9  | Rennosuke Tokuda   | Japón         | 12 | 9  |
| 10 | Milan Jovanovic    | Serbia        | 12 | 7  |

## Premios
El equipo ideal y el Jugador Más Valioso (MVP) fueron anunciados el último día de la competencia (20 de agosto de 2017).
| Equipo ideal      | Equipo ideal          | Equipo ideal |
| ----------------- | --------------------- | ------------ |
| Posición          | Jugador               | Equipo       |
| Arquero           | Maksim Popov          | Rusia        |
| Extremo izquierdo | Emil Jakobsen         | Dinamarca    |
| Lateral izquierdo | Emil Laerke           | Dinamarca    |
| Central           | Ian Tarrafeta Serrano | España       |
| Lateral derecho   | Ivan Martinović       | Croacia      |
| Extremo Izquierdo | Edouard Kempf         | Francia      |
| Pivote            | Luis Frade            | Portugal     |
| MVP               |                       |              |
| Lateral izquierdo | Kilyan Villeminot     | Francia      |